# A Tonic for the Troops
A Tonic for the Troops — второй студийный альбом ирландской группы The Boomtown Rats, записанный группой и продюсером Маттом Лангом весной 1978 года и вышедший в июне 1978 года: в Британии — на Ensign Records, В США — на Columbia Records.
Из альбома вышли три хит-сингла: «She’s So Modern» (#12 UK), «Like Clockwork» (#6) и «Rat Trap»: последний 18 ноября поднялся на вершину UK Singles Chart. Альбом A Tonic for the Troops поднялся до #8.

## Об альбоме
Одна из строк песни «She’s So Modern» — «And Charlie ain’t no Nazi / She likes to wear her leather boots / 'Cuz it’s exciting for the veterans and / It’s a tonic for the troops» — перешла в заголовок альбома.
Один из критиков назвал «(I Never Loved) Eva Braun» «…самой весёлой и жизнерадостной песней о Гитлере всех времён», другой определил «Rat Trap» как — «Bohemian Rhapsody для опустошенного поколения».

## Список композиций

### Британская версия
1. «Like Clockwork» (Боб Гелдоф, Пит Брикет, Саймон Кроу)
2. «Blind Date»
3. «(I Never Loved) Eva Braun»
4. «Living in an Island»
5. «Don’t Believe What You Read»
6. «She’s So Modern» (Боб Гелдоф, Джонни Фингерс)
7. «Me and Howard Hughes»
8. «Can’t Stop»
9. «(Watch Out For) The Normal People»
10. «Rat Trap»

Все песни написаны Бобом Гелдофом, кроме тех, авторы которых указаны дополнительно.

### Американская версия
1. «Rat Trap»
2. «Me and Howard Hughes»
3. «(I Never Loved) Eva Braun»
4. «Living in an Island»
5. «Like Clockwork»
6. «Blind Date»
7. «Mary of the Fourth Form»
8. «Don’t Believe What You Read»
9. «She’s So Modern»
10. «Joey’s on the Street Again»

## Участники записи
- Боб Гелдоф — вокал, саксофон
- Джерри Котт[англ.] — гитара
- Гарри Робертс[англ.] — гитара, вокал
- Джонни Фингерс[англ.] — клавишные, вокал
- Пит Брикетт[англ.] — бас-гитара, вокал
- Саймон Кроу[англ.] — ударные, вокал